# Algorisme recursiu
Un algorisme recursiu és aquell que fa ús de la recursivitat. En la pràctica, és un algorisme implementat en una funció que es crida a si mateixa. Li cal una condició de parada per a no entrar en un bucle infinit. Alguns algorismes recursius es poden reescriure com algorismes iteratius.
Alguns exemples de recursivitat:
- En un text:

Per a saber què és la recursivitat, primer s'ha de saber què és la recursivitat.
- En un acrònim:

Què és GNU? → GNU No és Unix.
Què és PHP? → PHP: Hipertext Preprocessor
- En matemàtiques:

f(x) = x * f(x-1)
- En un algorisme:

El càlcul del factorial d'un nombre es pot implementar amb un algorisme recursiu. En pseudocodi és:
```
FUNCIÓ F := FACTORIAL (SENCER:N)
SI N = 0
F := 1
SINÓ
F := N * FACTORIAL (N - 1)
FI_SI
FI_FUNCIÓ
```

És a dir: El factorial de zero val 1; per a nombres més grans que zero, el factorial del nombre és aquest mateix nombre multiplicat pel factorial del nombre sencer immediatament més petit.